# Den fjättrade Prometheus

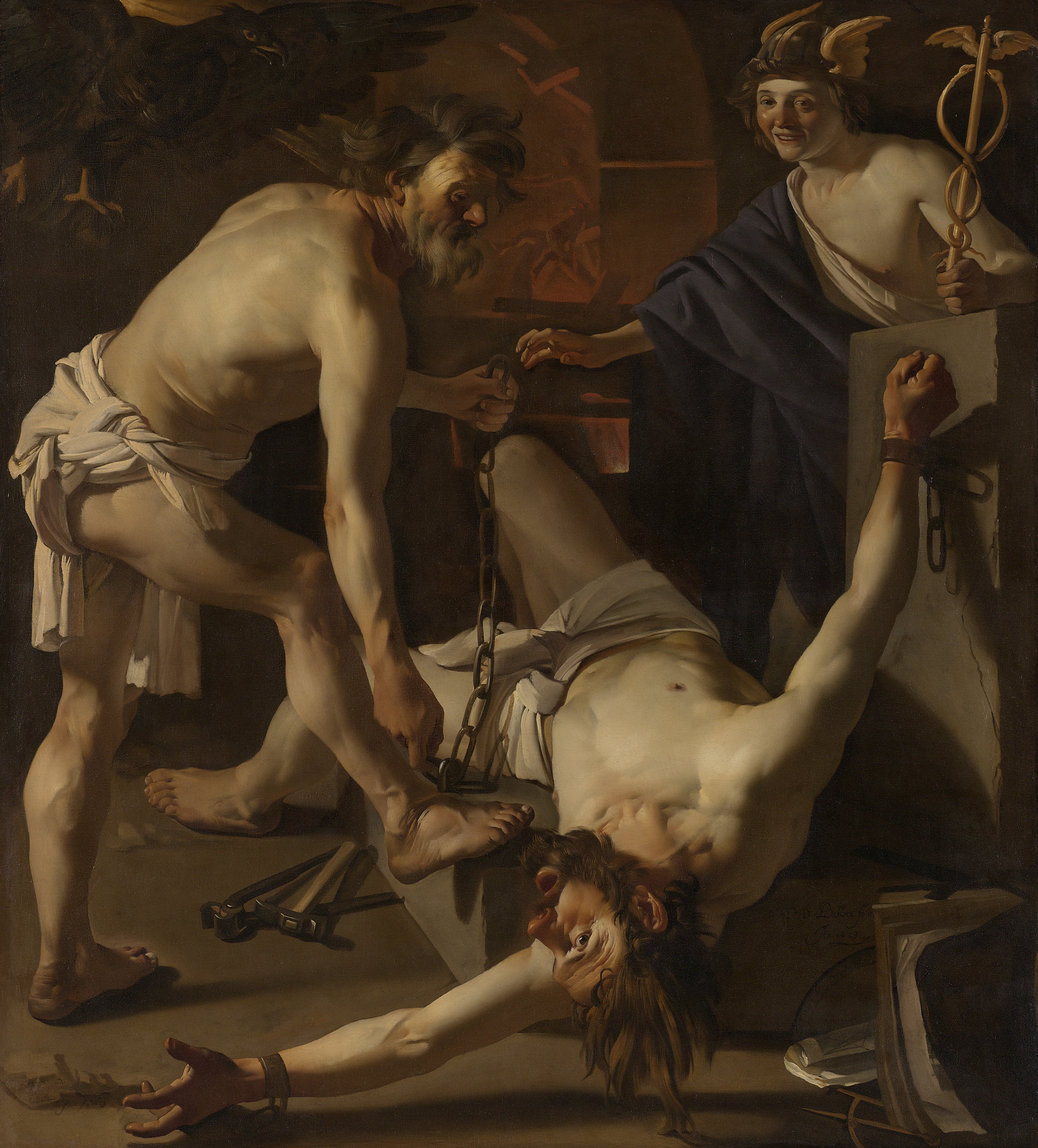
Vulcanus kedjar Prometheus (Dirck van Baburen, 1623)

Den fjättrade Prometheus är en tragedi av Aiskylos. Tragedin är baserad på myten om Prometheus, en titan som straffades av Zeus för att ha givit elden till mänskligheten. Pjäsen består nästan uteslutande av tal och innehåller lite handling eftersom huvudpersonen är fastkedjad.